# メルボルン事件
メルボルン事件（メルボルンじけん）とは、1992年6月、オーストラリアのメルボルン空港で日本人観光客らの所持するスーツケースから大量のヘロインが発見され、有罪判決を受けた事件。

## 概要
弁護団によれば、観光客らはメルボルンに向かう途中に経由したクアラルンプール（マレーシア）で、持参のスーツケースが盗まれたため、ガイドから代用品として別の新しいスーツケースが手渡された。しかし、そのスーツケースに二重底の細工がなされており、その中にヘロインが隠されていたのだった。
裁判において、弁護団は、ガイドが観光客を運び屋に仕立て上げようとした事件という構図を主張したが、ガイドを証人として出廷させられなかった。オーストラリア側にも、捜査段階の通訳は日本語が不十分な旅行代理店のガイドであった、公判の通訳は5人に対して1人だけでかつ誤訳や意訳を繰り返したなど、多くの問題があった。逮捕された日本人観光客5名は一貫して犯行を否認し、連邦最高裁まで争ったが、ツアーリーダーに懲役20年、4名に懲役15年の判決が確定した。1998年、本事件における刑事訴訟の過程が、国際連合により定められた「自由権規約」に違反していたとして、42名の弁護士が申し立て代理人として、規約人権委員会に対し個人通報を行った。メルボルン事件は、日本人が初めて個人通報を行った事件となった。
5名は同国ビクトリア州の刑務所で服役した後、男性3名と女性1名が2002年に仮釈放され帰国、また2006年までにあと1名も仮釈放され日本に帰国している。
旅行の計画
この旅行は日本人男性4名、女性3名のグループであった。参加者は以下のとおり。
- A : この旅行の企画者。元暴力団員。公文書偽造、拳銃所持、向精神薬所持の前科がある。
- B : Aの長兄。
- C : Aの次兄
- D : Aの知人
- E : Cの知人女性。逮捕、拘留された唯一の女性
- F : Aの知人女性。逮捕されずに帰国した。
- G : Fの友人女性。逮捕されずに帰国した。

Aは輸入雑貨商を営んでおり、マレーシアへ頻繁に渡航していた。あるとき、疎遠の仲であったB, Cの兄2人、知人Dに依頼して、オーストラリア旅行に同行してくれる人を募っていた。旅行費用はすべてAが負担したが、Aは成田〜クアラルンプール間のみの往復航空券を手配していた。
クアラルンプール
1992年6月15日、一行は成田空港からクアラルンプール国際空港まで、マレーシア航空で向かった。現地でAの知人であるチャーリーと名乗る男性と合流、日本食レストランで食事中に車のトランクから荷物を盗まれた。この夜、ゲンティン・ハイランドに宿泊。
翌日、チャーリーから荷物が見つかったと連絡があったが、スーツケースは壊されており、チャーリーが既に別のスーツケースを代わりに用意していた。この時、Eは荷物が重いことを不審に思う。この後、メルボルンに向けて出発した。クアラルンプールからメルボルン経由シドニーまでの航空券はチャーリーが手配していた。
メルボルン
1992年6月16日、マレーシア航空121便にて、メルボルン空港に到着した。入国審査においてAが不審人物であると判明し、そのグループ一行が拘束される。荷物のX線検査の結果、B、C、D、Eの荷物が二重に加工されていることが判明し、内部からヘロインが出てきた。
Eは、ヘロインについて全く知らないと主張したが、オーストラリア当局に逮捕、拘留された。7人のうち、F, G は逮捕されずに帰国した。
裁判
裁判の結果、Aが主犯格であるとして懲役20年、B、 C、D、Eは懲役15年の有罪判決を受けた（Aのスーツケースにはヘロインが入っていなかった）。A、B、C、Dは同じ刑務所の同じ部屋に収容されたが、Eだけは別の女性刑務所の独房に収容された。
（この節の出典：『麻薬の運び屋にされて』 長野智子 扶桑社 ISBN 4-594-04152-3）

## 外務省・在オーストラリア大使館・領事館の対応
この事件が発覚した当時、日本の外務省は「相手国に対して内政干渉になるので事態を見守るしかない」とし、救済措置を講じなかった。